# Бекетов, Никита Афанасьевич
Никита Афанасьевич Бекетов (8 [19] сентября 1729 — 9 [20] июля 1794) — генерал-поручик, астраханский губернатор (1763—1780). В течение короткого времени был фаворитом императрицы Елизаветы Петровны. Район посёлка Старая Отрада (в составе Волгограда) в его честь неофициально именуется Бекетовкой.

## Молодость и фавор
Родился 8 сентября 1729 года в семье симбирского воеводы полковника Афанасия Алексеевича Бекетова. Среди племянников — историк П. П. Бекетов и поэт И. И. Дмитриев.
В 1742 году Бекетов был отдан в Сухопутный кадетский корпус. Здесь, во время одного из кадетских спектаклей, императрица Елизавета Петровна обратила внимание на красивого юношу, пожаловала его в сержанты и не позабыла его и впоследствии:

Воспитанники кадетского корпуса играли в 1751 году трагедию Сумарокова. Главную роль в ней исполнял молодой Бекетов. Он появился в великолепном костюме, сначала играл хорошо, но затем смутился, забыл свою роль и, наконец, под влиянием непобедимой усталости заснул на сцене глубоким сном. Занавес стал опускаться, но, по знаку императрицы, его снова подняли, музыканты заиграли под сурдинку томную мелодию, а Елизавета с улыбкой, с блестящими и влажными глазами любовалась заснувшим актёром. Тотчас же по зале пронеслись слова: «Она его одевала». На следующий день, узнав, что Бекетов произведён в сержанты, в этом никто уже не сомневался. Несколько дней спустя он был взят из корпуса и получил чин майора. У него появились драгоценные кольца, бриллиантовые пуговицы, великолепные часы.— К. Валишевский. «Дочь Петра Великого».
Вскоре за тем Бекетов был произведён в подпоручики (7 октября 1750 года), а в 1751 году был выпущен из корпуса в армию премьер-майором, с назначением генерал-адъютантом к графу Разумовскому. Разумовский приблизил его к себе и исходатайствовал ему чин полковника, а императрица пожаловала его богатыми поместьями. Канцлер Бестужев с помощью нового фаворита надеялся оттеснить от трона своих врагов Шуваловых.

Возведенный в мае 1751 г. в чин полковника, Бекетов поселился во дворце, а [его соперник] Шувалов уехал из Петербурга. Летнее местопребывание в Петергофе, по-видимому, должно было бы упрочить счастье нового фаворита. Оно, однако, разрушило его и опрокинуло все расчёты канцлера. Любя поэзию и музыку, Бекетов вдохновился деревенским воздухом и красотой природы. Он заставлял молодых людей петь мелодии своего сочинения и уводил их для спевок в парк. Эти экскурсии навлекли на него обвинение в разврате, распространяемое друзьями и родными Шувалова, и усеяли его лицо веснушками.— К. Валишевский. «Дочь Петра Великого».
Быстрое возвышение Бекетова возбудило в шуваловском (профранцузском) лагере подозрительное отношение и неприязнь; его решили удалить от двора. Кто-то предложил ему какое-то косметическое средство для белизны кожи, изуродовавшее Бекетову лицо, а одна статс-дама, пользовавшаяся доверием и любовью императрицы Елизаветы, посоветовала ей удалить Бекетова, как человека скверного поведения, что и было исполнено под благовидным предлогом; Бекетов отправился в армию и вскоре по своем приезде принял участие в Семилетней войне. Вот как об этом рассказывает Валишевский:

Петр Шувалов вздумал воспользоваться веснушками, чтобы погубить неосторожного поэта. Он внушил ему опасения насчет цвета его лица, нравившегося Елизавете своею свежестью, и посоветовал ему употреблять составленные им самим белила, покрывшие прыщами все лицо Адониса. В то же время Елизавету предупредили, что здоровье её подвергается опасности. Она в испуге уехала из Петергофа, запретив молодому человеку следовать за собой. Он заболел лихорадкой и окончательно испортил своё и без того пошатнувшееся дело словами, сказанными им в лихорадочном бреду. По выздоровлении его удалили от двора за «непристойное поведение».— К. Валишевский. «Дочь Петра Великого».

## Дальнейшая карьера

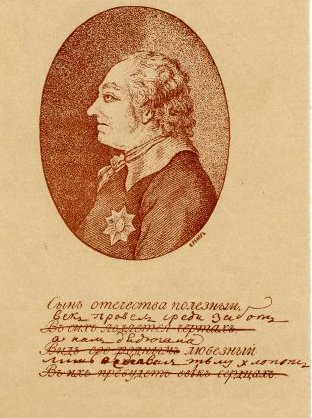
Портрет кон. XVIII в.

Масон, во второй половине 1750-х входил в Петербурге в ложу, работавшую по французской рыцарской системе и которой руководил Р. И. Воронцов. Впоследствии (вплоть по 1787 год) был членом петербургской ложи «Скромность».
В сражении при Гросс-Егерсдорфе 19 августа 1757 года он принял боевое крещение и вскоре после этого был назначен командиром 4-го гренадерского полка. 11 января 1758 года Бекетов во главе своего полка участвовал при занятии Кенигсберга, с 4 по 13 августа, в составе войск главной армии, находился при осаде крепости Кюстрин, а 14 августа участвовал в сражении при Цорндорфе, когда 4-й гренадерский полк, расположенный во 2-й линии на правом фланге армии Фермора, был почти весь уничтожен фланговыми атаками прусской кавалерии под начальством Зейдлица. 10 офицеров было убито, 18 ранено, а командир полка, Бекетов был захвачен в плен, из которого был освобождён спустя два года.
По возвращении из плена он был произведён в бригадиры, а в 1762 году — в генерал-майоры. В 1763 году Бекетов был назначен Астраханским губернатором, и с этого времени начинается его мирная и весьма плодотворная деятельность. Управляя Астраханской губернией, он основал в ней несколько немецких колоний. Для защиты жителей от киргизских набегов он построил Енотаевскую крепость. Главные же заботы его были направлены на развитие земледелия, которым мало занимались в том краю. Для этого он переселил туда часть своих крестьян из внутренних губерний и построил в степях селения. Затем он обратил особенное внимание на разведение лучших сортов виноградных лоз и выделку хороших вин, для чего выписывал из заграницы искусных виноделов. Вместе с тем он заботился о развитии шелководства, и усилил торговые сношения с Персией, поднял и улучшил рыбные промыслы и установил новые правила для взимания с них податей, благодаря чему доходы с этих промыслов, поступавшие в государственную казну раньше только с одной Астраханской губернии, стали поступать почти со всей империи, составив таким образом одну из видных статей бюджета. В 1788 году Бекетов был избран Астраханским губернским предводителем дворянства. За свои труды Бекетов был награждён орденом св. Анны 1-й степени, чином генерал-поручика и званием сенатора (21 апреля 1773 года).
В 1771 году четыреста тысяч калмыков, кочевавших в Астраханской губернии, со всем своим имуществом и стадами ушли в Китай, несмотря на все старания Бекетова воспрепятствовать этому. Несколько раз заблаговременно уведомлял он Коллегию иностранных дел, в ведении которой находились калмыки, чтобы она приняла меры против переселения калмыков, но донесения его не были услышаны.

## Жизнь в отставке
В 1780 году Бекетов вышел в отставку и поселился в пожалованном ему Елизаветой поместье Отрада, Саратовской губернии (между Царицыным и Сарептой). Врач Сарепты г-н Вир в поместье Н. А. Бекетова открыл источник минеральных вод, добывал из них глауберову соль: из стихотворения И. И. Дмитриева май 1782 г. «Поколъ Сарептскiй ключъ, тобою что открытъ, Врачебную своихъ водъ силу сохранитъ». Четырнадцать лет прожил он на покое и в роскоши, занимаясь сельским хозяйством. Скончался 9 июля 1794 года. Тело его было погребено, в силу духовного завещания, в другом его поместье, Черепаха, около Астрахани. Он так и не женился и оставил побочным дочерям состояние, оценённое в сто тысяч рублей годового дохода. Одна из них была женой Всеволода Всеволожского. И. И. Дмитриев вел длительную тяжбу с В. А. Всеволжским за наследство.
В молодости Бекетов занимался поэзией и писал стихи, преимущественно песни; некоторые из них были помещены в собрании песен, изданном в Москве в 1780—1781 годах. Кроме стихотворений он написал трагедию в стихах «Никанор» (по другим известиям «Эдип»); содержание её взято из ассирийской истории, но она не была напечатана и сгорела в пожаре, уничтожившем его дом в поместье Отрада.